# Maanshan Iron & Steel
Maanshan Iron and Steel Co. Ltd. (chinesisch 马鞍山钢铁股份有限公司, Pinyin Mǎ'ānshān gāngtiě gǔfènyǒuxiàngōngsī) ist ein chinesisches Staatsunternehmen mit Sitz in Ma’anshan, Provinz Anhui.
Geleitet wird das Unternehmen von Gu Jianguo. Es entstand 1993 als Abspaltung aus einem seit 1958 existierenden Eisen-und-Stahl-Kombinat. Der Rest des Kombinats existiert als Magang (Group) Holding Company weiter. 2015 wurden 18,8 Mio. t Stahl erzeugt.